# Галисийцы в Бразилии
Галисийцы в Бразилии — это галисийские иммигранты и их потомки, поселившиеся в Бразилии. В 2016 году насчитывалось 47 753 жителей, сосредоточенных в основном в городах Рио-де-Жанейро и Сан-Паулу.
Галисийская иммиграция в Бразилию была одним из самых важных миграционных потоков в истории страны, составляя большинство испанских иммигрантов в этой стране. Галисийцы эмигрировали между XIX и XX веками, спасаясь от голода, безработицы, политического давления и в поисках социального прогресса, став вторым по величине сообществом галисийцев за границей, только после Аргентины.
В Южной Америке самое большое количество галисийских потомков за пределами Испании. Несколько миллионов человек являются потомками галисийских иммигрантов, большинство из которых проживают в Аргентине, Венесуэле и Бразилии. В Бразилии, особенно на северо-востоке, людей с худощавым цветом лица, голубыми или светлыми глазами и светлыми волосами называют galegos (галисийцы), поскольку в этом регионе поселилось большое количество галисийцев в начале XX века.